# Cossoine
Cossoine település Olaszországban, Szardínia régióban, Sassari megyében. Lakosainak száma 761 fő (2023. január 1.). Cossoine Bonorva, Giave, Mara, Padria, Pozzomaggiore, Romana, Semestene, Thiesi és Cheremule községekkel határos.

## Népesség
A település lakossága az elmúlt években az alábbi módon változott:
| Lakosok száma | 850  | 847  | 761  |
|               | 2017 | 2018 | 2023 |